# Leucophaeus
Leucophaeus este un mic gen de pescăruși de mărime medie, majoritatea având un penaj închis la culoare, de obicei cu semilune albe deasupra și sub ochi. Acestea au fost plasate în genul Larus până de curând. Numele genului Leucophaeus provine din greaca veche leukos, „alb”, și phaios, „întunecat”.

## Specii
| Imagine | Denumire științifică    | Nume comun                | Distribuție                                                            |
| ------- | ----------------------- | ------------------------- | ---------------------------------------------------------------------- |
|         | Leucophaeus scoresbii   |                           | coastele din Chile, Argentina și Insulele Falkland                     |
|         | Leucophaeus modestus    | Pescăruș cenușiu          | Costa Rica, Columbia, Ecuador, Peru și Chile                           |
|         | Leucophaeus fuliginosus | Pescăruș de lavă          | Insulele Galapagos                                                     |
|         | Leucophaeus atricilla   | Pescăruș râzător american | coasta atlantică a Americii de Nord, Caraibe și nordul Americii de Sud |
|         | Leucophaeus pipixcan    | Pescăruşul lui Franklin   | Argentina, Caraibe, Chile, Peru și Canada                              |